# Saint-Vincent-de-Tyrosse
Saint-Vincent-de-Tyrosse (gaskonsko Sent Vincenç de Tiròssa) je naselje in občina v jugozahodnem francoskem departmaju Landes regije Akvitanije. Leta 2010 je naselje imelo 7.585 prebivalcev.

## Geografija
Kraj leži v pokrajini Gaskonji 23 km jugozahodno od Daxa.

## Uprava
Saint-Vincent-de-Tyrosse je sedež istoimenskega kantona, v katerega so poleg njegove vključene še občine Bénesse-Maremne, Capbreton, Josse, Labenne, Orx, Saint-Jean-de-Marsacq, Sainte-Marie-de-Gosse, Saint-Martin-de-Hinx, Saubion in Saubrigues z 29.660 prebivalci (v letu 2009).
Kanton Saint-Vincent-de-Tyrosse je sestavni del okrožja Dax.

## Zanimivosti
- cerkev sv. Vincenca diakona,
- arena Marcel Dangou.

## Pobratena mesta
- Rincón de Soto (La Rioja, Španija);